# Way of the Gun
Pour plus de détails, voir Fiche technique et Distribution.
Way of the Gun, ou Le Jeu des armes au Québec (The Way of the Gun), est un film américain écrit et réalisé par Christopher McQuarrie et sorti en salles en 2000. Première réalisation du scénariste Christopher McQuarrie, il mêle film noir et western-spaghetti.
À sa sortie, le film reçoit des critiques globalement mitigées et ne performe pas au box-office.

## Synopsis
Parker et Longbaugh sont deux truands sans envergure à la recherche d'un « coup ». Un jour, alors qu'ils tentent de se faire de l'argent en donnant leurs spermes, ils entendent parler d'une mère porteuse qui a passé un contrat d'un million de dollars pour un riche et vieil homme d'affaires nommé Hale Chidduck, et sa femme Francesca. Parker et Longbauch apprennent que Robin, la future mère, va se rendre chez son docteur, qui n'est autre que le fils de M. Chidduck. Malgré la présence de quatre gardes du corps, dont Jeffers et Obecks, les deux malfrats parviennent à la kidnapper. De leur côté, Jeffers et Obecks se font arrêter par la police.
Lié à la mafia italo-américaine — pour laquelle il blanchit de l'argent — Hale Chidduck recrute un "porte-valise" nommé Joe Sarno pour négocier et tenter de récupérer son futur enfant, sans payer la rançon demandée par les ravisseurs. Alors que Parker et Longbaugh patientent dans un motel avec Robin, Jeffers et Obecks tentent également de les retrouver. Mais des alliances secrètes se trament, notamment entre Jeffers et Francesca qui ont une liaison.

## Fiche technique
Sauf indication contraire, les informations mentionnées dans cette section peuvent être confirmées par la base de données cinématographiques IMDb,  présente dans la section « Liens externes ».
- Titre français : Way of the Gun
- Titre québécois : Le Jeu des armes
- Titre original : The Way of the Gun
- Réalisateur et scénario : Christopher McQuarrie
- Photographie : Dick Pope
- Musique originale : Joe Kraemer
  - Interprète des chansons du film : Johnny Dilks
- Montage : Stephen Semel (en)
- Chef décorateur : Maia Javan
- Costumes : Heather McQuarrie et Genevieve Tyrrell
- Directrice du casting : Lynn Kressel
- Production : Kenneth Kokin

Producteur délégué : Russell D. Markowitz
- Sociétés de production : Artisan Pictures et Aqaba Productions
- Sociétés de distribution : Artisan Entertainment (États-Unis), SND (France)
- Budget : 8,5 millions de dollars[1]
- Pays de production :  États-Unis
- Langues originales : anglais, espagnol
- Format : couleur • 1.85:1 • 35 mm - son Dolby Digital • SDDS • DTS
- Genre : action, drame, policier, thriller, néo-western
- Durée : 119 minutes
- Dates de sortie[2] : 
  - aux États-Unis, le 8 septembre 2000 ;
  - en France le 6 décembre 2000 ;
  - en Belgique le 2 mai 2001.
- Classification[3] :
  - R aux États-Unis,
  - interdit aux moins de 12 ans en France.

## Distribution
- Ryan Phillippe (VF : Philippe Bozo) : Parker
- Benicio del Toro (VF : David Krüger) : Longbaugh
- Juliette Lewis (VF : Julie Dumas) : Robin
- Taye Diggs (VF : Jérôme Keen) : Jeffers
- Nicky Katt (VF : Franck Capillery) : Obecks
- Geoffrey Lewis (VF : Jean-Pierre Moulin) : Abner Mercer
- Dylan Kussman : Dr Allen Painter
- Scott Wilson (VF : Jean-Yves Chatelais) : Hale Chidduck
- Kristin Lehman : Francesca Chidduck
- James Caan (VF : Bernard Tiphaine) : Joe Sarno
- Henry Griffin : P. Whipped
- Sarah Silverman : Raving Bitch

## Production

### Genèse et développement
Après avoir remporté l'Oscar du meilleur scénario original pour Usual Suspects (1995) de Bryan Singer, Christopher McQuarrie pensait qu'il n'aurait aucun problème à faire son prochain film. Il déclarera plus « et puis vous commencez lentement à réaliser que personne à Hollywood n'est intéressé à faire votre film, ils sont intéressés à faire leurs films. » Après avoir passé des années comme script doctor, tout en essayant de développer un film biographique épique sur Alexandre le Grand pour Warner Bros., il se rend finalement compte qu'il devra « faire un film avec un certain succès commercial pour être pris au sérieux. » Il a contacté alors 20th Century Fox et leur a dit qu'il serait prêt à écrire et réaliser un film pour n'importe quel budget, à condition qu'il ait un contrôle créatif total : « Fox m'a dit d'aller me faire foutre. Pas d'argent. Pas de contrôle. Rien. Ils ne voulaient pas de mon avis. »
Autour d'un café, Benicio del Toro — qui joua dans Usual Suspects — a demandé à Christopher McQuarrie pourquoi il n'avait pas fait un autre film policier. Le scénariste a répondu qu'il ne voulait pas être catégorisé comme « un gars du crime » mais se rend compte qu'il n'a rien à perdre car il est alors au chômage. Benicio del Toro parvient donc à le convaincre d'écrire un polar selon ses propres conditions, car il obtiendrait ainsi le moins d'interférences de la part d'un studio. McQuarrie souhaitait faire un film « dans lequel vous pourrez suivre des personnages qui ne font pas tout leur possible pour se faire plaisir, qui ne sont pas traditionnellement sympathiques. »
McQuarrie commence à écrire le scénario et élabore très rapidement « une liste de tous les tabous, tout ce que je savais qu'un cadre lâche refuserait d'accepter de la part d'un personnage principal “sympathique”. » Les dix premières pages étaient un prologue, une bande-annonce d'un autre film avec Parker et Longbaugh (les vrais noms de famille de Butch Cassidy et du Sundance Kid) qui devaient « être filmés de la manière la plus élégante et branchée possible ». Cependant, lors de la préproduction, McQuarrie s'est rendu compte que c'était trop extrême et l'a supprimé.

### Attribution des rôles
Christopher McQuarrie et Benicio del Toro ont présenté le scénario à plusieurs acteurs célèbres de l'époque, qui l'ont tous refusé. Ryan Phillippe voulait absolument le rôle pour changer l'orientation de sa carrière. Christopher McQuarrie y est cependant opposé. Il accepte malgré tout une rencontre. Il est surpris que l'acteur, alors très en vogue, soit intéressé par un tel projet. L'acteur répond alors « Beaucoup de gens essaient de faire de moi une star de cinéma, et je suis acteur. »
Le film réunit à l'écran Juliette Lewis et son père Geoffrey Lewis.

### Tournage
Le tournage a lieu de septembre à décembre 1999. Il se déroule dans l'Utah (Salt Lake City, Skull Valley, etc.).
Sur le plateau, les fusillades sont réglées par un ancien membre de l'US Marine Corps, qui est le propre frère du réalisateur.
Pour sa première réalisation, Christopher McQuarrie choisit volontairement un style sobre :

« Je me suis volontairement écarté d'un travail à la caméra voyant, de gros plans excessifs, j'ai opté pour une sobriété inventive dans ma façon de filmer. Je laissais suffisamment de champ pour que les acteurs aient leur part de liberté, d'improvisation. On trouve dans Way of the gun un climat d'urgence et de poursuite, de tension émotionnelle liées aux enjeux qui se croisent. »

## Sortie et accueil

### Critique
Sur le site d'agrégation de critiques Rotten Tomatoes, le film obtient 46% d'avis favorables, pour 134 critiques et une note moyenne de 5,5⁄10. Le consensus suivant résumé les avis collectés : « Christopher McQuarrie peut montrer son chemin derrière la caméra dans l'élégant The Way of the Gun, mais son scénario échoue avec une caractérisation ennuyeuse et une intrigue si inutilement sinueuse que la plupart des téléspectateurs seront prêts à se déconnecter avant la révélation finale. » Sur le site Metacritic, qui utilise une moyenne pondérée, le film obtient la note de 49⁄100 pour 30 critiques.
En France, le site Allociné propose une note moyenne de 3,4⁄5 basé sur 18 titres de presse.

### Box-office
| Pays ou région    | Box-office      | Date d'arrêt du box-office | Nombre de semaines |
| ----------------- | --------------- | -------------------------- | ------------------ |
| États-Unis Canada | 6 055 661 $     | 19 octobre 2000            | 6                  |
| France            | 106 317 entrées |                            |                    |
| Mondial           | 13 069 740 $    | -                          | -                  |

## Clins d’œil
Dans une station-service, au comptoir, Longbaugh regarde Dirty Dancing avec l'employée.
Il semblerait que les noms des protagonistes, Parker et Longbaugh, soient un hommage aux célèbres hors-la-loi américains Butch Cassidy et Sundance Kid, de leurs vrais noms Robert Parker et Harry Longabaugh,.